# Godfried van Montaigu
Godfried van Montaigu (graafschap Montaigu 1140 - 1161) was graaf van Montaigu en Clermont en verwierf door huwelijk met Juliana, een derde graafschap, Duras. Het graafschap Montaigu was hiermee op het hoogtepunt van zijn expansie; het lag in het hertogdom Neder-Lotharingen van het Heilige Roomse Rijk.

## Levensloop

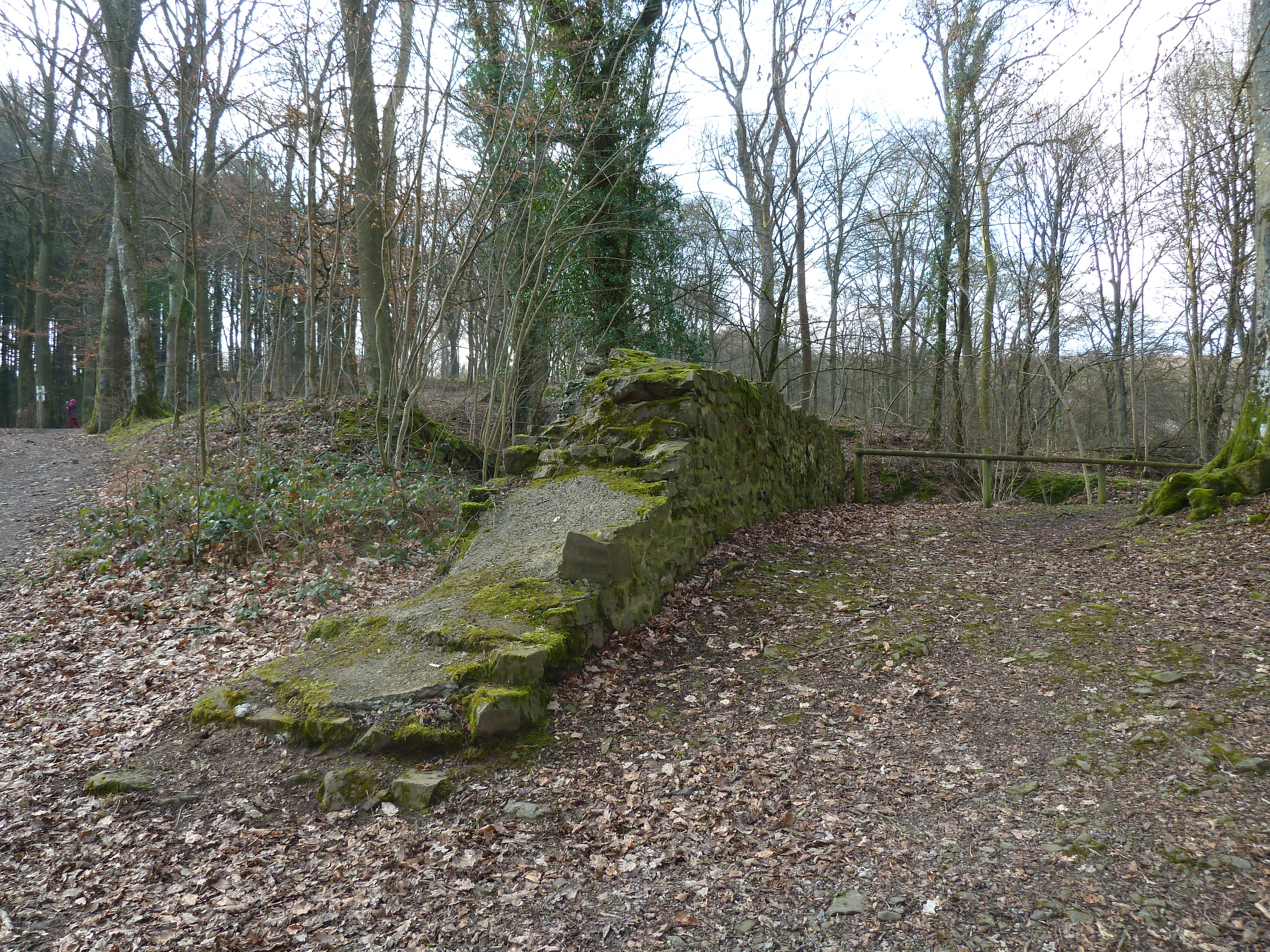
Rest van grafelijk kasteel van Montaigu; vandaag de kluizenarij en kapel van Sint-Thibaut (Marcourt, Belgisch Luxemburg)

Godfried was de zoon van Lambert van Montaigu en, naar aangenomen, Gertrude van Leuven. Gertrude van Leuven was alleszins de dochter van Hendrik III, graaf van Leuven en Brussel. Godfried volgde zijn vader Lambert op als graaf van Montaigu en graaf van Clermont, ook Clermont-aan-de-Maas genoemd. Tevens was hij heer van Rochefort, heer van Hotton en beschermheer van de stad Dinant aan de Maas.
Door huwelijk met Juliana van Duras, de enige erfgename van Duras, werd hij graaf-gemaal van Duras, ook wel genoemd graaf iure uxoris. Hiermee werd hij voor de derde maal graaf. Met Duras werd Godfried ook heer van Geldenaken. In zijn hoedanigheid van graaf van Duras was hij vice-voogd van de abdij van Sint-Truiden. Zo bereikte het grondgebied van de drie graafschappen Montaigu-Clermont-Duras zijn maximum.
In zijn graafschap Clermont schonk Godfried bossen aan de abdij van Flône. Buiten zijn graafschap was hij militair actief voor de prins-bisschop van Luik, Hendrik van Leyen. De prins-bisschop had namelijk de Tweede Kruistocht gepredikt. Nadat deze faliekant afliep (1149), belastte de prins-bisschop Godfried van Montaigu met het bevel over zijn troepen. Tijdens een afwezigheid van de bisschop – Hendrik reisde naar Italië – begon Hendrik de Blinde zich te roeren in het prinsbisdom. Dit was niet naar de zin van Godfried van Montaigu als commandant van de bisschoppelijke troepen. Hendrik de Blinde was de naburige graaf van Namen en Luxemburg. Godfried van Montaigu voerde vervolgens de Luikse troepen naar Namen en belegerde de stad. Na 15 dagen belegering hielden Hendrik de Blinde en Godfried het wapengekletter van de belegerde stad voor bekeken. Ze beëindigden hun conflict en respecteerden mekaars grondgebied.
Toen Godfried stierf in het jaar 1161 volgde zijn oudste zoon Gilles hem op. Weduwe Juliana hertrouwde met Enguerrand, heer van Orbais.

## Kinderen
Godfried van Montaigu en Juliana van Duras hadden 5 kinderen:
- Gilles of Egidius van Montaigu, opvolger, die stierf aan de pest
- Pierre van Montaigu, kanunnik van de Sint-Lambertuskathedraal van Luik. Pierre was regent voor zijn zieke broer Gilles over het graafschap Montaigu.
- Conon van Montaigu, was regent voor zijn zieke broer Gilles over Duras en Clermont en, na de dood van Pierre, regent over Montaigu. Mogelijks was hij beleend met de titel van graaf in deze vorstendommen. Conon trok op kruistocht en liet geen nageslacht achter.
- Gerberga,  huwde met Wery II van Walcourt, die zich later opwierp als rechtmatige heerser over Montaigu omwille van gebrek aan troonopvolgers. Hij verkreeg de graafschappen Montaigu en Clermont, de heerlijkheid Rochefort en de voogdij over Dinant. Duras ging naar het graafschap Loon.
- Clarissa van Montaigu